# سلوفينيون
السلوفينيون (Slovenci) هم مجموعة عرقية جنوب سلافية مرتبطون بشكل أساسي مع سلوفينيا واللغة السلوفينية. أغلب السلوفينيين يعيشون حالياً في سلوفينيا (أكثر من 1600000 نسمة)، كما يعيش الآخرين في إيطاليا (100000)، وجنوب النمسا (50000)، وكرواتيا (13200)، والمجر (6000). إيطاليا والنمسا وكرواتيا والمجر يعترفون رسمياً بالسلوفينيين كأقليات وطنية. في عام 570، بدأت القبائل السلافية بالاستقرار بين الألب وبحر أدرياتيكي.

## التوزع الجغرافي
- سلوفينيا: 1631363
- الولايات المتحدة الأمريكية: 176691
- إيطاليا: 2380
- النمسا: 7000
- المجر: 6000
- كندا: 29000
- كرواتيا: 13173
- ألمانيا: 21759
- أستراليا: 20000
- السويد: 5000
- دول أخرى: 50000